# 心屋仁之助
心屋 仁之助（こころや じんのすけ、1964年11月 - ）は日本の心理カウンセラー（公認資格はない）。兵庫県加西市出身。個性を生かして自分らしく生きるための手助けをする「性格リフォームの匠」として、テレビ出演や著書の出版、ラジオ配信等をする中で自身の1番やりたかった歌という分野に踏み込み武道館ライブ開催。2020年12月をもって心理カウンセラー活動を終了し、翌2021年1月よりミュージシャンへ転身、以降は本名由来の「Jin佐伯仁志」として活動している。

## 略歴
京都府京都市在住。桃山学院大学卒業。佐川急便に入社し、現場営業や営業企画部門管理職として19年間勤務。その後、心理カウンセラーとして起業、個人カウンセリングや、カウンセリング手法を伝えるセミナー・スクールを運営する。また毎月の心理の勉強会「Beトレ」東京・京都にて開催し会員は3000人を超える。日本テレビ「解決!ナイナイアンサー」に出演した際に「性格リフォームの匠」としてレギュラー回答者として約四年間出演、多くの芸能人に対して「このセリフを言ってみてください」という深層心理を突く「言ってみるカウンセリング」を提供、大きな反響を得る。2012年よりカウンセリングなどに並行して音楽活動を開始、全国のホールでの講演活動に加えてシンガーソングライターとして自作の楽曲（カウンセリング経験から発見した“魔法の言葉”を歌詞としてメロディを付けた“魔法のうた”）を弾き語りで披露、その後も全国のZeppを回るツアーなどの音楽活動を積極的に行い、2017年2月8日「心屋仁之助　独演会」として弾き語りスタイルにて日本武道館での公演を成功させる。その後もカウンセリングスクール「マスターコース」「Beトレ」「講演会ツアー」「執筆活動」を継続し、2020年末を以てすべての活動と「心屋仁之助」の名前を卒業し、2021年2月より本名に愛称のJinを加えた「Jin佐伯仁志」として音楽活動に専念することを宣言した。

## 著書
- 解決!ナイナイアンサー魔法の言葉（2013年、日本テレビ放送網）
- 他　海外出版を含む70冊の著書がある

## 出演テレビ番組
- 解決!ナイナイアンサー（日本テレビ、2012年10月 - 2017年3月）